# Phalaenopsis robinsonii
Phalaenopsis robinsonii är en orkidéart som beskrevs av Johannes Jacobus Smith. Phalaenopsis robinsonii ingår i släktet Phalaenopsis och familjen orkidéer. Inga underarter finns listade i Catalogue of Life.